# Мраковский сельсовет (Кугарчинский район)
Мраковский сельсовет — муниципальное образование в Кугарчинском районе Башкортостана.
Административный центр — село Мраково.

## История
Согласно Закону о границах, статусе и административных центрах муниципальных образований в Республике Башкортостан имеет статус сельского поселения.
В 2008 году в состав сельсовета вошёл Кировский сельсовет:
Закон Республики Башкортостан от 19.11.2008 г. № 49-З «Об изменениях в административно-территориальном устройстве Республики Башкортостан в связи с объединением отдельных сельсоветов и передачей населённых пунктов», ст.1 п. 31) гласит:

 "Внести следующие изменения в административно-территориальное устройство Республики Башкортостан:
по Кугарчинскому району:

объединить Мраковский и Кировский сельсоветы с сохранением наименования
«Мраковский» с административным центром в селе Мраково.
Включить село Новониколаевское, деревню Канакачево Кировского сельсовета в состав Мраковского сельсовета.

Утвердить границы Мраковского сельсовета согласно представленной схематической карте.

Исключить из учётных данных Кировский сельсовет

## Население
| 2002  | 2009  | 2010  | 2012  | 2013  | 2014  | 2015  |
| ----- | ----- | ----- | ----- | ----- | ----- | ----- |
| 9493  | ↘9321 | ↗9700 | ↘9645 | ↗9668 | ↘9601 | ↘9585 |
| 2016  | 2017  | 2018  |       |       |       |       |
| ↘9536 | ↗9542 | ↘9507 |       |       |       |       |

## Состав сельского поселения
| №  | Населённый пункт | Тип населённого пункта       | Население |
| -- | ---------------- | ---------------------------- | --------- |
| 1  | Мраково          | село, административный центр | ↗9092     |
| 2  | Новониколаевское | село                         | ↗328      |
| 3  | Якшимбетово      | деревня                      | ↘190      |
| 4  | Новопокровское   | село                         | ↗145      |
| 5  | Канакачево       | деревня                      | ↘100      |
| 6  | Султангулово     | деревня                      | ↘86       |
| 7  | Кузьминовка      | деревня                      | ↗83       |
| 8  | Курт-Елга        | хутор                        | ↗40       |
| 9  | Васильевский     | хутор                        | ↗36       |
| 10 | Нижняя Майка     | деревня                      | ↘2        |

## Достижения
В конкурсе «Лучшее муниципальное образование Республики Башкортостан» в номинации «Лучшее сельское поселение» Мраковский сельский совет являлся победителем.